# Frugalità

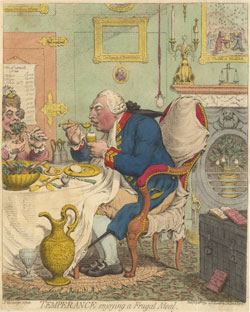
Stampa satirica di James Gillray Temperance Enjoying a Frugal Meal. Giorgio III è raffigurato con pantaloni rattoppati e una sedia ricoperta da un tessuto, mentre mangia un uovo sodo e usa la tovaglia come tovagliolo. I fiori d'inverno riempiono il camino spento.

La frugalità è la qualità di essere frugali, parsimoniosi, prudenti nel consumo di risorse come cibo, tempo o denaro, evitando sprechi, sfarzi o stravaganze.
Nella scienza del comportamento la frugalità è stata definita come la tendenza ad acquistare in modo contenuto e utilizzare fino allo stremo beni e servizi, per raggiungere un determinato obiettivo a lungo termine.

## Tecniche
Le tecniche più comuni di frugalità includono la riduzione dello spreco, il contenimento delle abitudini costose, la soppressione della gratificazione immediata mediante l'autocontrollo finanziario, la ricerca dell'efficienza, l'evitare trappole mediatiche, lo sfidare le costose norme sociali, l'individuazione della pubblicità manipolativa, l'adozione di opzioni a costo zero, l'uso del baratto e il mantenersi ben informati sulle circostanze locali e sulle realtà sia del mercato che dei prodotti o servizi. La frugalità può contribuire al benessere personale spingendo le persone ad evitare prodotti che sono sia costosi che malsani, se usati in eccesso. Lo stile di vita frugale è praticato principalmente da coloro che mirano a ridurre le spese, risparmiare denaro e ottenere il massimo dai beni e servizi posseduti.

## Contesto
Nel contesto di alcuni sistemi di credenze, la frugalità è una filosofia che diffida della conoscenza esperta dei mercati commerciali o delle culture aziendali, che affermano di sapere con esattezza ciò che ciascun individuo necessita nella propria condizione economica, materiale o spirituale.
Diverse comunità spirituali, come quella quacchera e quella puritana, considerano la frugalità una virtù o una disciplina spirituale. L'idea di fondo risiede nel concetto attraverso il quale le persone dovrebbero risparmiare denaro per destinarlo a scopi più caritatevoli, come aiutare i bisognosi.
Ci sono anche ambientalisti che considerano la frugalità una virtù, attraverso la quale gli esseri umani possono utilizzare le loro abilità ancestrali di cacciatori-raccoglitori per risparmiare e usufruire dei beni posseduti, trovando un significato nella natura invece delle convinzioni religiose create dall'uomo. Henry David Thoreau ha espresso una pensiero simile in Walden, nel quale descrive lo stile di vita della semplicità volontaria, avendo vissuto in autosufficienza nei boschi.

### Mondo delle imprese
La frugalità, imperativo strategico dalle grandi imprese, è stata adottata come mezzo di riduzione dei costi attraverso la creazione di una filosofia di spesa attenta tra la forza lavoro. La riduzione dei costi è spesso percepita negativamente, sia all'interno di un'organizzazione aziendale che nella società, quindi invitare ogni dipendente ad abbracciare la frugalità trasferisce l'onere della riduzione dei costi dal management al dipendente. In tal modo, le società introducono un obbligo morale alla riduzione dei costi, installando l'idea che un'attenta gestione dei costi sia nel migliore interesse dell'azienda, dell'azionista e del dipendente.